# 지노 파노
지노 파노(이탈리아어: Gino Fano, 1871~1952)는 이탈리아의 수학자이다. 대수기하학에 공헌하였다.

## 생애
1871년 1월 5일 이탈리아 만토바에서 부유한 유대인 가정에서 태어났다. 아버지는 우고 파노(이탈리아어: Ugo Fano)였고, 어머니는 안젤리카 파노(이탈리아어: Angelica Fano)였다.
1888년에 토리노 대학교에 입학하였고, 코라도 세그레 및 귀도 카스텔누오보 밑에서 공부하였다. 1892년에 졸업하였고, 1893년에 괴팅겐 대학교에 가 펠릭스 클라인 아래서 공부하였다. 1894년에 로마 라 사피엔차 대학교에서 카스텔누오보의 조수로 4년 동안 있었다. 1901년에 토리노 대학교 교수가 되었다.
1911년에 로세타 카신(이탈리아어: Rosetta Cassin)과 혼인하였고, 두 아들 우고 파노(이탈리아어: Ugo Fano)와 로베르토 마리오 파노(이탈리아어: Roberto Mario Fano)를 두었다. 우고는 훗날 시카고 대학교 물리학 교수가 되었고, 로베르토는 매사추세츠 공과대학교 컴퓨터 과학 교수가 되었다.
1938년에 베니토 무솔리니의 파시즘 정권에 의하여 강제로 해고당고, 스위스 로잔으로 망명하였다. 전후 귀국하였고, 1952년 11월 8일 베로나에서 사망하였다.

## 참고 문헌
- Collino, Alberto; Conte, Alberto; Verra, Alessandro (2013). “On the life and scientific work of Gino Fano” (영어). arXiv:1311.7177.